# Eleição municipal de Bento Gonçalves em 2024
A eleição municipal da cidade de Bento Gonçalves em 2024 ocorreu em 6 de outubro para eleger um prefeito, um vice-prefeito e dezessete vereadores. Os mandatos dos candidatos eleitos nesta eleição durará ente 1º de janeiro de 2025 a 1º de janeiro de 2029.
A propaganda eleitoral gratuita de rádio em Bento Gonçalves começou a ser divulgada em 30 de agosto e terminará em 3 de outubro. Segundo a lei eleitoral em vigor, o sistema de dois turnos, que é iniciado caso o candidato mais votado receber menos de 50% +1 dos votos, está disponível apenas em cidades com mais de 200 mil eleitores, o que não é o caso de Bento Gonçalves, fazendo com que a eleição tenha apenas um turno.
Diogo Siqueira, do PSDB, foi reeleito com 65,88% dos votos válidos.

## Contexto político
As enchentes ocorridas no estado do Rio Grande do Sul durante os meses de abril e maio foram um dos assuntos mais discutidos no período eleitoral da cidade. O processo de reconstrução do estado também foi ser um assunto bastante presente ao longo desse período.

O decorrimento da calamidade iniciou uma discussão sobre a possibilidade de postergação das eleições municipais. O governador gaúcho Eduardo Leite, em entrevista ao jornal O Globo em 20 de maio de 2024, afirmou que as mudanças nas prefeituras "atrapalhariam" o processo de reconstrução do Rio Grande do Sul:
"Junho já é um momento pré-eleitoral e, em julho, se estabelecem as convenções. É um debate pertinente. O Estado está em reconstrução, ainda em momentos incipientes, em que trocas de governos municipais podem atrapalhar esse processo. O próprio debate eleitoral pode acabar dificultando a recuperação"
Não obstante, o Tribunal Superior Eleitoral garantiu que o pleito seria mantido para as datas originais nestas localidades. O então presidente da corte, Ministro Alexandre de Moraes, reafirmou a manutenção das datas dos pleitos durante sessão plenária realizada no dia 21 de maio. Segundo Moraes, um adiamento das eleições só seria possível por meio da aprovação de uma Emenda Constitucional, tal como ocorreu nas eleições municipais passadas devido à pandemia de COVID-19 no país. À época, os dois turnos — previstos para os dias 4 e 25 de outubro, respectivamente — foram transferidos para os dias 15 e 29 de novembro.
“Nós estamos em maio, e todas as providências estão sendo tomadas no âmbito do governo do estado do Rio Grande do Sul e do governo federal, para que, se não houver o retorno total do que era antes dessa devastação pela inundação, haja a normalidade, o retorno do mínimo normal da rotina”
Ministro Alexandre de Moraes, então presidente do TSE, durante sessão plenária realizada pela corte no dia 21 de maio de 2024.

## Candidatos e coligações
Com a definição dos candidatos e coligações partidárias, foi anunciado no dia 13 de setembro pelo Tribunal Regional Eleitoral do Rio Grande do Sul a lista definitiva dos candidatos a prefeito e vice-prefeito, além de seus respectivos tempos no horário eleitoral gratuito de propaganda partidária.
Nota: a tabela a seguir está organizada por ordem alfabética de candidatos.
| Prefeito          | Prefeito | Prefeito | Vice-prefeito      | Vice-prefeito | Vice-prefeito | Coligação                                                        | Número eleitoral | Cargo político anterior                             | Tempo de horário eleitoral |
| Candidato         | Partido  | Partido  | Candidato          | Partido       | Partido       | Coligação                                                        | Número eleitoral | Cargo político anterior                             | Tempo de horário eleitoral |
| ----------------- | -------- | -------- | ------------------ | ------------- | ------------- | ---------------------------------------------------------------- | ---------------- | --------------------------------------------------- | -------------------------- |
| Diogo Siqueira    |          | PSDB     | Amarildo Lucatelli |               | PP            | "Do Jeito de Bento" (Federação PSDB Cidadania, PP, União e PODE) | 45               | Prefeito de Bento Gonçalves (2021–2024)             | 3min56seg                  |
| Jorge de Oliveira |          | PT       | Dirceu Dall'Agnol  |               | PT            | Federação Brasil da Esperança                                    | 13               | Sem cargos políticos anteriores                     | 1min04seg                  |
| Paulo Caleffi     |          | PSD      | Rafael Pasqualotto |               | PL            | "Um Novo Tempo para Bento" (PSD, PL, MDB, PDT e Republicanos)    | 55               | Deputado Federal pelo Rio Grande do Sul (2021–2022) | 5min00seg                  |

## Resultados
| Candidato(a)            | Vice                    | 1º turno 15 de novembro de 2020 | 1º turno 15 de novembro de 2020 |
| Candidato(a)            | Vice                    | Votação                         | Votação                         |
| Candidato(a)            | Vice                    | Total                           | Percentagem                     |
| ----------------------- | ----------------------- | ------------------------------- | ------------------------------- |
| Diogo Siqueira (PSDB)   | Amarildo Lucatelli (PP) | 43 567                          | 65,88%                          |
| Paulo Caleffi (PSD)     | Rafael Pasqualotto (PL) | 20 170                          | 30,50%                          |
| Jorge de Oliveira (PT)  | Dirceu Dall'Agnol (PT)  | 2 397                           | 3,62%                           |
| Total de votos válidos  | Total de votos válidos  | 66 134                          | 92,32%                          |
| Votos em branco         | Votos em branco         | 2 828                           | 3,95%                           |
| Votos nulos             | Votos nulos             | 2 675                           | 3,73%                           |
| Total                   | Total                   | 71 637                          | 77,37%                          |
| Abstenções              | Abstenções              | 20 951                          | 22,63%                          |
| Eleitores aptos a votar | Eleitores aptos a votar | 92 588                          | 100,00%                         |

|                        |                        |  |                 |                 |
| Diogo Siqueira (PSDB)  | Diogo Siqueira (PSDB)  |  | 43 567 (65,88%) | 43 567 (65,88%) |
| Paulo Caleffi (PSD)    | Paulo Caleffi (PSD)    |  | 20 170 (30,50%) | 20 170 (30,50%) |
| Jorge de Oliveira (PT) | Jorge de Oliveira (PT) |  | 2 397 (3,62%)   | 2 397 (3,62%)   |

### Vereadores eleitos
Representação eleita - RS
  PP: 5
  Fed. PSDB Cidadania: 4
  PL: 3
  MDB: 2
  PDT: 1
  Republicanos: 1
  União: 1

A tabela abaixo mostra somente os vereadores eleitos. O ícone  indica os que foram reeleitos.
| Candidato (a)       | Nº    | Partido             | Votos | %     |
| ------------------- | ----- | ------------------- | ----- | ----- |
| Eduardo Virissimo   | 11211 | PP                  | 2 661 | 4,05% |
| Edson Biasi         | 11161 | PP                  | 2 266 | 3,45% |
| Luis Carlos de Mari | 45111 | Fed. PSDB Cidadania | 2 170 | 3,30% |
| Thiago Fabris       | 11561 | PP                  | 1 992 | 3,03% |
| Anderson Zanella    | 11333 | PP                  | 1 897 | 2,89% |
| Henrique Nuncio     | 45678 | Fed. PSDB Cidadania | 1 678 | 2,55% |
| Sidinei da Silva    | 45456 | Fed. PSDB Cidadania | 1 586 | 2,41% |
| Volmar Giordani     | 10022 | REP                 | 1 577 | 2,40% |
| Joel Bolsonaro      | 22222 | PL                  | 1 544 | 2,35% |
| Letícia Bonassina   | 22122 | PL                  | 1 399 | 2,13% |
| Volnei Christofoli  | 11321 | PP                  | 1 335 | 2,03% |
| José Gava           | 45000 | Fed. PSDB Cidadania | 1 278 | 1,87% |
| Sidi Postal         | 22123 | PL                  | 1 069 | 1,63% |
| Gilmar Pessutto     | 44000 | União               | 925   | 1,41% |
| Moisés Scussel      | 15456 | MDB                 | 846   | 1,29% |
| Alcindo Gabrielli   | 15615 | MDB                 | 819   | 1,25% |
| Lucio Lanes         | 12000 | PDT                 | 769   | 1,17% |